# 住友金属ギラソール
 住友金属ギラソール（すみともきんぞくギラソール）は、福岡県北九州市を本拠地に活動していた、住友金属の男子バレーボールチームである。社内名称は「住友金属排球団」。

## 歴史
1951年に小倉製鋼バレーボール部（9人制）として創部。親会社の変遷に伴い、住友金属小倉製鉄所、住友金属となった。チーム結成直後の1952年には全日本実業団大会で八幡製鉄（現：堺ブレイザーズ）を破り初優勝。翌1953年には全日本総合選手権（9人制）で優勝している。
バレーボール日本リーグには第1回から参加した。苦戦することが多かったが、日本リーグには通算9シーズン在籍している。
1993年の実業団リーグ（2部リーグに当たる）で優勝し、7年ぶりのトップリーグ復帰を決める。翌年よりスタートした第1回Vリーグに参戦。国産チームで臨むが、1勝20敗の最下位で実業団リーグへ降格となる。その後は外国人選手を獲得し、チーム強化に努める。その甲斐もあり、1997年の実業団リーグで優勝し、Vリーグへ復帰を果たす。ロシア代表のイリア・サベリエフを加えて挑んだ第4回Vリーグでは開幕から善戦、好調な出だしを見せる。しかし、リーグ開幕直後の1997年12月17日、チームの翌年3月をもっての休部が公表される（同時に男子バスケットボール部も休部が発表された）。理由は「外国人選手や契約選手を登用しなければ上位で戦うことは難しく、当社の企業スポーツの目的と離れてきている」といったものであった。休部発表後もチームは好調をキープし、一時は3位まで順位を上げるも、終盤にサベリエフの体調不良から突如ブレーキがかかり、最終的に10勝11敗の6位で最後のリーグを終えた。
リーグ終了後の1998年3月をもって休部・活動休止。

## エピソード
- チームの休部後、他チームに移籍しなかったキャプテンの宮本守をはじめとしたOBを中心に、クラブチーム・福岡ワンダーズを立ち上げ活動を行っていた。九州代表としてかながわ・ゆめ国体にも出場（成年男子の部で4位入賞）。しかしこの後、宮本がNCI（2000年廃部）に移籍することとなり、それ以来チームは実質活動休止状態となった。
- チームの愛称である「ギラソール」はスペイン語でひまわり（チーム本拠地北九州市の「市の花」に指定）を意味する。
- 地元である九州出身の選手の在籍率が非常に高かった。
- 所属選手であった高尾和行によって2021年に設立された女子バレーボールチーム福岡ギラソールにチーム名が用いられた。

## 成績

### 主な成績
プレミアリーグ（日本リーグ／Vリーグ）
- 優勝なし

黒鷲旗全日本選抜
- 優勝 2回（1956年、1958年）

国民体育大会成年男子（6人制）
- 優勝  （1967年、1977年、1983年、1984年、1995年）

国民体育大会成年男子（9人制）
- 優勝 3回 （1955年、1956年、1957年）

全日本総合（9人制）
- 優勝 4回

全日本実業団（9人制）
- 優勝 7回

### 年度別成績
| 大会名       | 大会名           | 順位   | 参加チーム数 | 試合数 | 勝 | 敗 | 勝率  |
| ------------ | ---------------- | ------ | ------------ | ------ | -- | -- | ----- |
| 日本リーグ   | 第1回 (1967/68)  | 6位    | 6チーム      | 10     | 2  | 8  | 0.200 |
| 日本リーグ   | 第2回 (1968/69)  | 4位    | 6チーム      | 10     | 3  | 7  | 0.300 |
| 日本リーグ   | 第3回 (1969/70)  | 6位    | 6チーム      | 10     | 2  | 8  | 0.200 |
| 実業団リーグ | 第2回 (1970/71)  | 優勝   | 6チーム      | 10     | 10 | 0  | 1.000 |
| 実業団リーグ | 第3回 (1971/72)  | 準優勝 | 6チーム      | 10     | 8  | 2  | 0.800 |
| 実業団リーグ | 第4回 (1972/73)  | 3位    | 6チーム      | 10     | 6  | 4  | 0.600 |
| 実業団リーグ | 第5回 (1973/74)  | 準優勝 | 6チーム      | 10     | 8  | 2  | 0.800 |
| 実業団リーグ | 第6回 (1974/75)  | 5位    | 6チーム      | 10     | 2  | 8  | 0.200 |
| 実業団リーグ | 第7回 (1975/76)  | 3位    | 6チーム      | 10     | 5  | 5  | 0.500 |
| 実業団リーグ | 第8回 (1976/77)  | 準優勝 | 6チーム      | 10     | 6  | 4  | 0.600 |
| 実業団リーグ | 第9回 (1977/78)  | 準優勝 | 6チーム      | 10     | 7  | 3  | 0.700 |
| 実業団リーグ | 第10回 (1978/79) | 準優勝 | 6チーム      | 10     | 8  | 2  | 0.800 |
| 実業団リーグ | 第11回 (1979/80) | 準優勝 | 6チーム      | 10     | 8  | 2  | 0.800 |
| 日本リーグ   | 第14回 (1980/81) | 5位    | 8チーム      | 14     | 7  | 7  | 0.500 |
| 日本リーグ   | 第15回 (1981/82) | 7位    | 8チーム      | 21     | 7  | 14 | 0.333 |
| 実業団リーグ | 第14回 (1982/83) | 優勝   | 6チーム      | 10     | 9  | 1  | 0.900 |
| 日本リーグ   | 第17回 (1983/84) | 7位    | 8チーム      | 21     | 4  | 17 | 0.190 |
| 日本リーグ   | 第18回 (1984/85) | 7位    | 8チーム      | 21     | 3  | 18 | 0.143 |
| 実業団リーグ | 第17回 (1985/86) | 優勝   | 8チーム      | 14     | 14 | 0  | 1.000 |
| 日本リーグ   | 第20回 (1986/87) | 7位    | 8チーム      | 21     | 4  | 17 | 0.190 |
| 日本リーグ   | 第21回 (1987/88) | 8位    | 8チーム      | 14     | 2  | 12 | 0.143 |
| 実業団リーグ | 第20回 (1988/89) | 5位    | 8チーム      | 14     | 6  | 8  | 0.429 |
| 実業団リーグ | 第21回 (1989/90) | 5位    | 8チーム      | 14     | 6  | 8  | 0.429 |
| 実業団リーグ | 第22回 (1990/91) | 7位    | 8チーム      | 14     | 2  | 12 | 0.143 |
| 実業団リーグ | 第23回 (1991/92) | 5位    | 8チーム      | 14     | 6  | 8  | 0.429 |
| 実業団リーグ | 第24回 (1992/93) | 4位    | 8チーム      | 14     | 7  | 7  | 0.500 |
| 実業団リーグ | 第25回 (1993/94) | 優勝   | 8チーム      | 14     | 14 | 0  | 1.000 |
| Vリーグ      | 第1回 (1994/95)  | 8位    | 8チーム      | 21     | 1  | 20 | 0.048 |
| 実業団リーグ | 第27回 (1995/96) | 3位    | 8チーム      | 14     | 9  | 5  | 0.648 |
| 実業団リーグ | 第28回 (1996/97) | 優勝   | 8チーム      | 14     | 14 | 0  | 1.000 |
| Vリーグ      | 第4回 (1997/98)  | 6位    | 8チーム      | 21     | 10 | 11 | 0.476 |

## 在籍していた主な選手
- 田中直樹
- 馬場恒三
- 越智靖
- 久保勝之
- 高尾和行
- 宮本守
- 大坪史明
- 古田博幸
- イリア・サベリエフ
- 畑耕一